# Tales from the Hudson
Tales from the Hudson är ett musikalbum från 1996 av den amerikanske saxofonisten Michael Brecker.

## Låtlista
Låtarna är skrivna av Michael Brecker om inget annat anges.
1. Slings and Arrows – 6:20
2. Midnight Voyage (Joey Calderazzo) – 7:18
3. Song for Bilbao (Pat Metheny) – 5:45
4. Beau Rivage – 7:38
5. African Skies – 8:13
6. Introduction to Naked Soul (Michael Brecker/Dave Holland) – 1:14
7. Naked Soul – 8:46
8. Willie T. (Don Grolnick) – 8:13
9. Cabin Fever – 6:59

## Medverkande
- Michael Brecker – tenorsaxofon
- Pat Metheny – gitarrer
- Joey Calderazzo – piano (spår 1, 2, 4, 6–9)
- McCoy Tyner – piano (spår 3, 5)
- Dave Holland – bas
- Jack DeJohnette – trummor
- Don Alias – slagverk (spår 3, 5)